# К критике гегелевской философии права
«К критике гегелевской философии права» (нем. Zur Kritik der Hegelschen Rechtsphilosophie) — философская работа Карла Маркса, написанная с мая по октябрь 1843 года; впервые была полностью опубликована в 1927 году. Представляет собой первую развернутую критику Марксом c позиций материализма идеалистической философии Гегеля, в особенности его работы «Философия права». Маркс решает вопрос о соотношении гражданского общества и государства и, выяснив для себя, что существовало несколько типов этого соотношения, делает вывод о существовании четырёх различных исторических типов общества: античное, средневековое, общество нового времени, демократия.

## Описание и история
Работа Маркса представляет собой критический комментарий к параграфам с 261 по 313 книги Гегеля о политической теории «Философия права» (нем. Grundlinien der Philosophie des Rechts oder Naturrecht und Staatswissenschaft im Grundrisse, 1820), которую основатель марксизма знал по изданию Эдуарда Ганса от 1833 года. Тетрадь, которую сам Маркс оставил неопубликованной в течение всей своей жизни, находится в Международном институте социальной истории в Амстердаме; на рукописи нет ни названия, ни даты. В современной литературе за текстом закрепилось название «К критике гегелевской философии права» (нем. Zur Kritik der Hegelschen Rechtsphilosophie). Рукопись Маркса имеет объём в 150 страниц (размер страницы — 19 на 32 см); обложка и первые четыре листа рукописи утеряны: по мнению профессора Джозефа О’Малли, пропущенные страницы содержали комментарии Маркса к предыдущим параграфам (с 257 по 260) работы Гегеля. Потеря обложки — на которой Маркс, вероятно, записал дату создания — породила разногласия о дате создания среди комментаторов текста. Два ранних редактора работы, Ландсхут и Майер, датировали «Критику…» 1841 или 1842 годом. Однако современные исследователи, основываясь на работах основателя Института марксизма-ленинизма Давида Рязанова, считают текст написанным в период с марта по август 1843 года — скорее всего, основной объём работы был закончен летом. Вероятно, «Критика…» была написана в летнем доме матери невесты Маркса — Женни фон Вестфален — в котором пара проводила свой медовый месяц.
Маркс в тот период планировал закончить критику философии Гегеля о праве в течение года и, в связи с прусской цензурой, опубликовать свою работу в Швейцарии. Маркс сформулировал цель работы в письме от 5 марта 1842 года к другу и издателю Арнольду Руге: «борьба против конституционной монархии, этого ублюдка, который от начала до конца сам себе противоречит и сам себя уничтожает». Впоследствии Маркс опубликовал два других своих произведения в сборнике Руге, который увидел свет в Цюрихе и Винтертуре в феврале 1843 года в виде двухтомника под заголовком «Anekdota zur neuesten deutschen Philosophie und Publizistik». Одним из произведений была обширная критика последних на тот момент прусских директив о цензуре, которую Маркс написал в феврале 1842 года; вторым, написанным примерно в то же время, стала краткая работа о важности критики теологии Людвига Фейербаха. Маркс так никогда и не опубликовал свое эссе о философии права Гегеля; О’Малли полагал, что работа в том виде, в котором она была изначально запланирована, так никогда и не была написана. Возможно, причиной тому стала нехватка времени: после марта 1842 года Маркс начал активно заниматься журналистикой и новые обязанности заставили его отказаться от другого запланированного эссе — по истории религиозного искусства, — для которого будущий основатель марксизма успел провести значительные исследования.
Осенью 1843 года Маркс намеревался отредактировать свою рукопись для публикации: он даже написал введение в виде статьи «Zur Kritik der Hegel’schen Rechts-Philosophie. Einleitung», которая была опубликована в феврале 1844 года в единственном номере журнала «Deutsch-franzosische Jahrbuecher». В том же номере Маркс опубликовал и статью «К еврейскому вопросу» (нем. Zur Judenfrage), в которой продолжил некоторые из основных тем «Критики…». Кроме того, в тот же период Маркс начал пополнять свои знания об «историческом генезисе современного политического общества»: он составил записки в виде пяти тетрадей, насчитывающие суммарно около 250 страниц, наполненных преимущественно цитатами из двадцати четырех книг по политической теории и истории. Эти цитаты он активно использовал во второй части «Критики…». После смерти Маркса и до 1922 года рукопись оставалась неизвестной исследователям: только спустя пять лет после Октябрьской революции Рязанов обнаружил труд в одном из берлинских архивов Социал-демократической партии Германии. После этого под редакцией самого Рязанова «Критика…» была впервые опубликована в первом томе журнала MEGA (1927). В том же году была полностью опубликована и в СССР.

## Основные идеи
Посвящена критике идеалистического учения Гегеля о государстве и праве: в первом разделе «Внутреннее государственное право» третьего отдела «Государство» третьей части «Нравственность» «Философии права» Гегеля. Маркс критикует сам идеалистический метод познания Гегеля:
Он сделал продуктом идеи, её предикатом, то, что является её субъектом. Он развивает свою мысль не из предмета, а конструирует свой предмет по образцу закончившего своё дело мышления, — притом закончившего его в абстрактной сфере логики.

Маркс излагал своё понимание демократии, как общественного устройства, в котором человек будет хозяином политических учреждений.
В демократии не человек существует для закона, а закон существует для человека; законом является здесь человеческое бытие, между тем как в других формах государственного строя человек есть определяемое законом бытие.
Только в условиях демократии государство не противостоит народу:
В демократии же политическое государство в том виде, в каком оно становится рядом с этим содержанием и отличает себя от него, само является в отношении народа только особым его содержанием, как и особой формой его существования.
Статья содержит ссылку на социалиста-утописта Сен-Симона, с его идеей замены управления людьми в будущем обществе на управление вещами:
Французы новейшего времени это поняли так, что в истинной демократии политическое государство исчезает.
Гегелевская философия права критикуется за преклонение перед бюрократией и монархией:
Гегель заслуживает порицания не за то, что он изображает сущность современного государства так, как она есть, а за то, что он выдаёт то, чтo есть, за сущность государства.
Маркс показывает, как идеализм Гегеля неизбежно ведёт к религии и мистике в объяснении общественных явлений, консервативным политическим взглядам на прусскую монархию не как на конкретный исторический факт, а как на этап развития абсолютной идеи, абсолютизации и мистификации феодальных атрибутов государства:
Гегель проделал фокус. Природных пэров, родовые имения и т. д., эту «опору трона и общества», он вывел из абсолютной идеи.
В работе также было исследовано соотношение государства и гражданского общества. Маркс выдвинул положение об определяющей роли экономических отношений, частной собственности, по отношению к политическому строю:
Политический строй на его высшей ступени есть строй частной собственности.

## Влияние
В своих более поздних работах Маркс дважды упоминал о рукописи «К критике гегелевской философии права» в терминах, указывавших на важность данного труда для развития его политической мысли. В 1930-е «Критика…» повлияла на развитие мысли Льва Троцкого о природе советской бюрократии: в рамках дискуссии об общественных отношениях в СССР труд Маркса также цитировали Христиан Раковский, Николай Муралов, Владислав Косиор и другие марксисты.